# Ryan Giggs
Ryan Joseph Giggs (Cardiff, Gal·les, 29 de novembre del 1973) és un exfutbolista i entrenador de futbol gal·lès. És un dels símbols del Manchester United FC, club amb el qual va passar tota la seva carrera. El gal·lès hi va debutar el 1991 sota les ordres de Sir Alex Ferguson i s'hi va retirar el 2014, després de 23 temporades al primer equip. Durant aquest temps, Giggs va disputar 963 partits, va guanyar 36 títols i es va convertir en un jugador clau en l'època daurada del club anglès. És el jugador que ha guanyat més títols del futbol britànic, entre els quals destaquen tretze lligues angleses, quatre copes d'Anglaterra, dues Lligues de Campions, una Copa Intercontinental i un Campionat del Món de Clubs.

## Biografia
Giggs, nascut al barri de Canton de la ciutat de Cardiff (Gal·les) el 29 de novembre del 1973, és un futbolista gal·lès internacional. Amb la seva selecció no ha jugat mai cap fase final del Mundial.
Giggs ha jugat al Manchester United FC més anys que cap dels seus companys, i és el jugador que ha guanyat més trofeus de la història del club.
El 1998 fou escollit per la Football League a la llista de les 100 llegendes del futbol anglès.
El 22 d'abril de 2014 (i encara en actiu) fou escollit entrenador provisional del Manchester United Football Club després de la destitució de David Moyes.

## Palmarès

### Manchester United
- Premier League (13): 1992–93, 1993–94, 1995–96, 1996–97, 1998–99, 1999–2000, 2000–01, 2002–03, 2006–07, 2007–08, 2008–09, 2010-11, 2012-13.
- FA Cup (4): 1993–94, 1995–96, 1998–99, 2003–04
- Football League Cup (3): 1991–92, 2005–06, 2008–09
- FA Community Shield (9): 1993, 1994, 1996, 1997, 2003, 2007, 2008, 2010, 2011.
- Lliga de Campions de la UEFA (2): 1998–99, 2007–08
- UEFA Super Cup (1): 1991
- Copa Intercontinental (1): 1999
- FIFA Club World Cup (1): 2008

### Individual

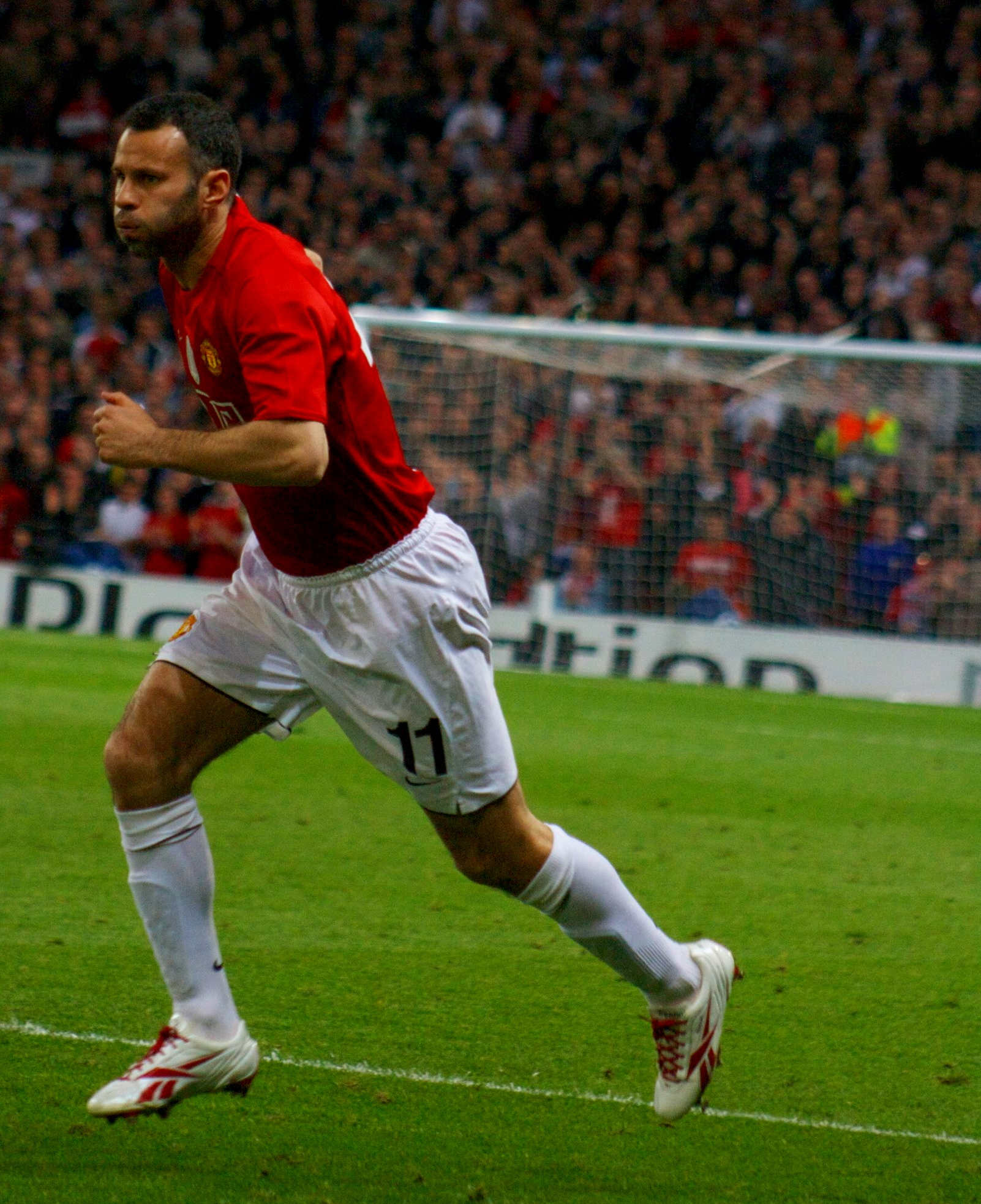
Ryan Giggs jugant el 2009.

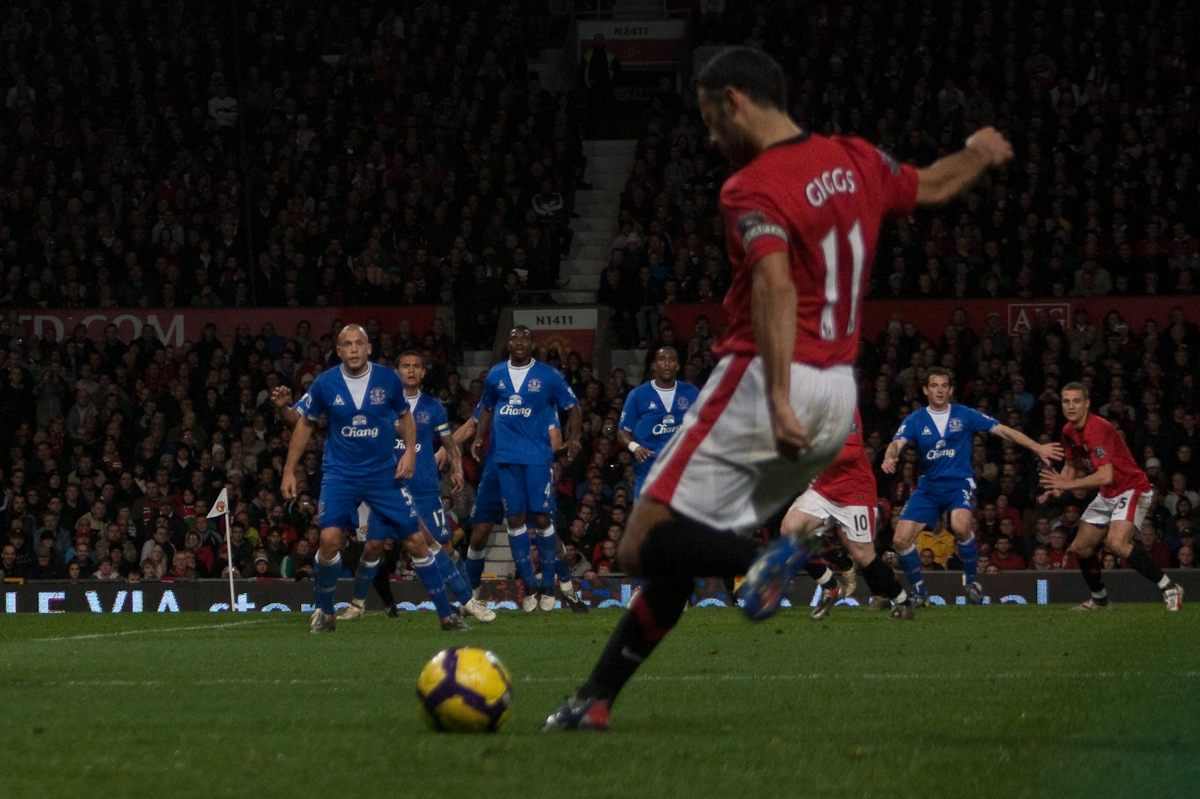
Giggs tirant un tir lliure en un partit de lliga del Manchester United FC en contra de l'Everton FC.

- Jugador de l'any segons la PFA (Associació de Futbolistes Professionals anglesa): 2009
- Jugador jove de l'any segons la PFA: 1992, 1993
- Trofeu Bravo: 1993
- Premi Sir Matt Busby com a millor jugador de l'any: 1997–98
- Millor jugador de la Copa Intercontinental: 1999[4]
- Equip de la dècada de la Premier League: 2003[5]
- Membre de l'English Football Hall of Fame: 2005
- Jugador gal·lès de l'any: 1996, 2006
- Jugador del mes de la Premier League: Setembre 1993, Agost 2006, Febrer 2007
- Equip del segle de la PFA: 2007
- Membre de l'equip de l'any segons la PFA: 1993, 1994, 1995, 1996, 1998, 2001, 2007, 2009
- Únic jugador del Manchester United que ha jugat en els 10 equips que van guanyar la Premier League, i únic jugador que ha guanyat 10 cops la lliga anglesa.
- Únic jugador del Manchester United que ha jugat en els 3 equips que van guanyar la Copa de la Lliga
- Únic jugador que ha marcat en 11 edicions consecutives de la Champions League, encara que Raúl González va marcar en 14 edicions diferents.
- Únic jugador que ha marcat en 16 edicions diferents de la Champions League
- Únic jugador que ha marcat en cada edició de la Premier League des de la seva creació
- Únic jugador que no ha estat mai expulsat en un partit en tota la seva carrera